# Joshua Primo
Joshua Lincoln Alexander Primo (Toronto, Ontario; 24 de diciembre de 2002) es un jugador de baloncesto canadiense que pertenece a la plantilla de los Windy City Bulls de la G League. Con 1,93 metros de estatura, juega en la posición de escolta.

## Trayectoria deportiva

### Instituto
Comenzó su etapa de instituto en el  Huntington Prep School de Huntington (Virginia Occidental), donde coincidió con el también jugador profesional JT Thor. Fue transferido posteriormente al Royal Crown Academic School en Scarborough (Toronto).

### Universidad
Jugó una temporada con los Crimson Tide de la Universidad de Alabama, en la que promedió 8,1 puntos y 3,4 rebotes por partido, siendo el jugador más joven de toda la División I de la NCAA. Acabó siendo incluido en el mejor quinteto freshman de la Southeastern Conference.
El 21 de abril de 2021 se declaró elegible para el draft de la NBA, pero manteniendo la puerta abierta a un posible regreso a la universidad, confirmando el 30 de junio que se quedaba definitivamente en el draft, renunciando a los años colegiales que le quedaban.

#### Estadísticas
| Año     | Equipo  | PJ | PT | MPP  | %TC  | %3P  | %TL  | RPP | APP | ROB | TPP | PPP |
| ------- | ------- | -- | -- | ---- | ---- | ---- | ---- | --- | --- | --- | --- | --- |
| 2020–21 | Alabama | 30 | 19 | 22.5 | .431 | .381 | .750 | 3.4 | .8  | .6  | .3  | 8.1 |

### Profesional
Fue elegido en la duodécima posición del Draft de la NBA de 2021 por los San Antonio Spurs, equipo con el que firmó contrato el 11 de agosto.
Después de haber jugado una temporada con los Spurs y cuatro partidos de la siguiente, fue cortado el 28 de octubre de 2022. En un comunicado emitido por el equipo, el gerente general R. C. Buford declaró que esperaban que la decisión sirviera «a los mejores intereses tanto de la organización como de Joshua». El jugador, a través de un mensaje enviado a la cadena ESPN, afirmó que estaba buscando tratamiento de salud mental por un «trauma del pasado» que había sufrido. Al día siguiente se reveló, en un reporte de la misma ESPN, que la  razón del corte se debía a «múltiples presuntos casos de exhibicionismo hacia mujeres» por su parte. Menos de una semana después de su cese, recibió una demanda por exhibicionismo de parte de la Dra. Cauthen, en la cual se recogen hasta nueve ocasiones en las que le mostró sus genitales en plena sesión de terapia psicológica.
El 29 de septiembre de 2023, la NBA le anunció una suspensión por cuatro partidos sin sueldo. Ese mismo día se conoció que firmaba un contrato dual con Los Angeles Clippers de la NBA. El 15 de noviembre los Clippers convirtieron su contrato dual en estándar. Pero el 13 de abril de 2024, fue cortado, tras apenas dos encuentros disputados con los Clippers.
El 2 de octubre de 2024 firmó un contrato con Chicago Bulls, pero fue cortado al día siguiente. El 28 de octubre se incorporó a los Windy City Bulls.

### Selección nacional
Formó parte del combinado júnior canadiense que participó en el Mundial Sub-19 celebrado en Grecia en 2019. Con 16 años, y siendo el más joven del equipo, promedió 4,2 puntos por encuentro, en un torneo en el que su equipo finalizó octavo.

## Estadísticas de su carrera en la NBA

### Temporada regular
| Año     | Equipo        | PJ | PT | MPP  | %TC  | %3P  | %TL  | RPP | APP | ROB | TPP | PPP |
| ------- | ------------- | -- | -- | ---- | ---- | ---- | ---- | --- | --- | --- | --- | --- |
| 2021-22 | San Antonio   | 50 | 16 | 19.3 | .374 | .307 | .746 | 2.3 | 1.6 | .4  | .5  | 5.8 |
| 2022-23 | San Antonio   | 4  | 0  | 23.3 | .346 | .250 | .778 | 3.3 | 4.5 | .3  | .5  | 7.0 |
| 2023-24 | L.A. Clippers | 2  | 0  | 5.1  | .333 | —    | —    | .5  | .0  | .0  | .5  | 1.0 |
| Total   | Total         | 56 | 16 | 19.1 | .371 | .300 | .750 | 2.3 | 1.8 | .4  | .5  | 5.7 |